# Denizciler, İskenderun
Denizciler là một thị trấn thuộc huyện İskenderun, tỉnh Hatay, Thổ Nhĩ Kỳ. Dân số thời điểm năm 2011 là 17.154 người.